# Lluís Calvet Sandoz
Lluís Calvet Sandoz   (Castelló de la Plana, 17 de març de 1888 - Barcelona, novembre 1936) va ser un militar i tirador valencià que va competir durant les dècades de 1920 i 1930.
El 1920 va prendre part en els Jocs Olímpics d'Anvers, on disputà nou proves del programa de tir. Destaca la sisena posició en la competició de pistola militar, 30 metres per equips i la setena en la de rifle militar, 300 metres bocaterrosa per equips.
Dotze anys més tard, als Jocs de Los Angeles, fou tretzè en la competició de pistola lliure, 25 metres del programa de tir.
Durant la seva carrera esportiva guanyà quatre medalles al Campionat del món de tir, dues de plata (1927, 1928) i dues de bronze (1927, 1933).